# Karl von Canitz und Dallwitz

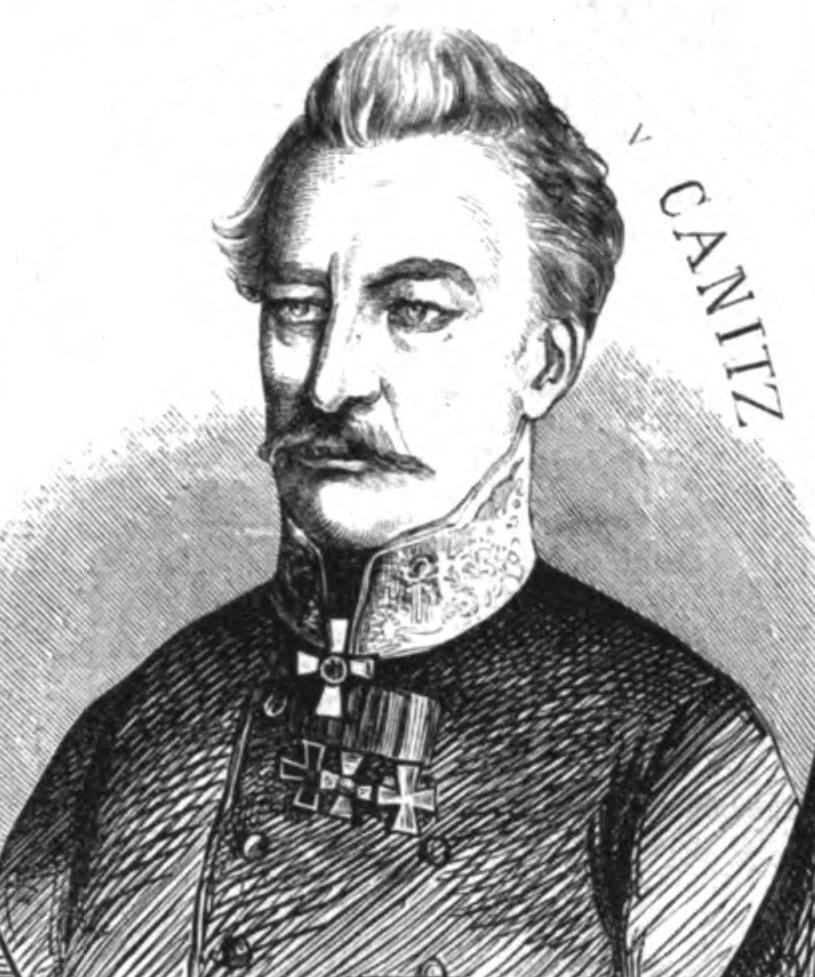
Karl Ernst Wilhelm Freiherr von Canitz und Dallwitz, 1847. Grafik von Eduard Kretzschmar.

Karl Ernst Wilhelm Freiherr von Canitz und Dallwitz (* 17. November 1787 in Kassel; † 25. April 1850 in Frankfurt (Oder)) war ein preußischer Generalleutnant und Staatsmann.

## Herkunft
Canitz und Dallwitz entstammte dem zeitweise im meißnisch-sächsischen Muldegebiet in der heutigen Gemeinde Thallwitz ansässigen Adelsgeschlecht Canitz und Dallwitz, das jedoch wegen Schulden bereits 1592 das dortige Rittergut verkaufen musste. Seine Eltern waren der Hofmarschall in Hessen-Kassel Wilhelm von Dallwitz (1744–1805) und dessen Ehefrau Charlotte, geborene von Haudring (1757–1825). Sein Vater war preußischer Oberst sowie Erbherr von Großburg und Schweinebraten. Der Großvater Melchior Friedrich von Canitz-Dallwitz (1700–1759) fiel am 23. Juni 1758 als hessischer Generalmajor an den Folgen einer Verletzung aus dem Gefecht bei Sandershausen.

## Leben
Er studierte in Marburg Rechtswissenschaft und trat anschließend in kurhessische Dienste. Während des Vierten Koalitionskrieges trat er 1806 in die Preußische Armee über und nahm als Sekondeleutnant an der Schlacht bei Heilsberg teil. Dabei wurde er verwundet und für sein Verhalten am 18. Juli 1807 mit dem Orden Pour le Mérite ausgezeichnet. 1812 wurde er dem Generalstab des Generals Yorck von Wartenburgs zugeteilt, als ein Teil des preußischen Heeres nach Russland aufbrach. Nach Abschluss des Vertrages von Tauroggen ging er in russische Dienste. Hier machte er unter anderem unter Friedrich Karl von Tettenborn den Zug nach Berlin und Hamburg mit. Während des Waffenstillstands 1813 kehrte er dann in preußische Dienste zurück und diente wieder im Generalstab beim Armeekorps Yorcks. Nach dem Krieg stand er beim Generalkommando in Breslau.
Canitz wurde 1821 Adjutant des Prinzen Wilhelm, des Bruders Friedrich Wilhelms III., und zugleich Lehrer an der Allgemeinen Kriegsschule in Berlin. Zu jener Zeit verfasste er anonym das Buch: Betrachtungen über die Thaten und Schicksale der Reiterei in den Feldzügen Friedrichs II. und der neuern Zeit. (2 Bde. Berlin 1823–24). Als Preußen im Russisch-Türkischen Krieg 1828 die Vermittlerrolle übernahm, wurde Canitz und Dallwitz als außerordentlicher Gesandter nach Konstantinopel geschickt.
1830 wurde er zum Chef des Generalstabs im Gardekorps ernannt und bald darauf Kommandeur des 1. Husaren-Regiments. Beim Aufstand der Polen gegen Russland befand er sich im Hauptquartier des russischen Feldmarschalls Diebitsch. 1833 war er Gesandter am kurhessischen Hof und wurde zum Generalmajor befördert. Ab 1837 war er Gesandter in Hannover, Oldenburg und Braunschweig, zwischen 1842 und 1845 in Wien.
Nach dem Rücktritt des Ministers Heinrich von Bülow (1845) wurde Canitz zum Minister für auswärtige Angelegenheiten ernannt. Er orientierte seine Politik an der österreichisch-russischen und wirkte auch auf die Innenpolitik im Sinne einer streng kirchlichen Auffassung ein. Am 17. März 1848 trat er – wie die anderen Mitglieder des Kabinetts Bodelschwingh – zurück. Im Mai 1849 sandte man ihn nach Wien, um die Zustimmung Österreichs zu dem von Preußen geplanten engeren Bundesstaat zu erwirken. Doch musste Canitz unverrichteter Dinge zurückkehren. Er übernahm den Befehl über die in Frankfurt (Oder) stehende 5. Division.

## Familie
Er heiratete 1809 in Großburg (Schlesien) Auguste von Schmerfeld (1787–1825). Sie war die Tochter des hessischen Geheimrats Jakob Sigmund von Schmerfeld und dessen Ehefrau Wilhelmine Elisabeth Ihring. Das Paar hatte sechs Kinder, darunter:
- Adolph (1810–1868), Oberst a. D.[2] ⚭ 16. September 1840 Gräfin Luise von der Recke (1815–1886),[3] Witwe des Karl Franz August Otto von Schlippenbach (1785–1832)[4]
- Karl Friedrich Ernst (1812–1894), preußischer außerordentlicher Gesandter und bevollmächtigter Minister in Neapel ⚭ 1860 Helen Giorgeana Knight, Tochter des Esq. John Knight auf Woverlew
- Julius Ernst Konstantin (1815–1894), Ministerresident in Lissabon und bevollmächtigter Minister in Darmstadt ⚭ 1856 Aurelie Groeninx van Zoelen van Ridderkerk
- Friedrich Moritz Karl (1816–1836), Sekondeleutnant, gestorben in Potsdam; früher wie sein nächstälterer Bruder Julius Zögling[5] an der Ritterakademie Brandenburg
- Auguste (1822–1904)
 ⚭ 1849 Ludwig von Massow (1794–1859)
 ⚭ 1868 Ferdinand Stiehl (1812–1878)
- Christiane (1824–1880)
 ⚭ 1845 Otto Graf von Westphalen (1807–1856), preußischer Gesandter und bevollmächtigter Minister in Petersburg
 ⚭ 1864 Friedrich Joseph von Westphalen

## Werke
Karl Ernst Wilhelm von Canitz und Dallwitz gilt als mutmaßlicher Verfasser des Werks Betrachtungen eines Laien über die neue Betrachtungsweise der Evangelien des Dr. D. F. Strauß. Dieterich, Göttingen 1837 (books.google.de).